# Tubificoides palacoleus
Tubificoides palacoleus är en ringmaskart som beskrevs av Baker 1983. Tubificoides palacoleus ingår i släktet Tubificoides och familjen glattmaskar. Inga underarter finns listade i Catalogue of Life.